# Moderskärlek
Moderskärlek är en pjäs av August Strindberg från 1892. Dramat utspelar sig i Strindbergs samtid, på en badort i skärgården.